# Kasukabe
Kasukabe (jap. 春日部市 Kasukabe-shi) – miasto w Japonii, na wyspie Honsiu, w prefekturze Saitama. Ma powierzchnię 66,00 km². W 2020 r. mieszkało w nim 229 767 osób, w 97 329 gospodarstwach domowych  (w 2010 r. 237 178 osób, w 91 509 gospodarstwach domowych).
W mieście rozwinął się przemysł elektrotechniczny, spożywczy oraz rzemieślniczy.

## W kulturze popularnej
Kasukabe jest miastem, w którym toczy się akcja popularnego anime - Shin-chan. Autor mangi - Yoshito Usui także żył w Kasukabe.